# آرثر تومسون
آرثر تومسون (بالإنجليزية: Arthur Thompson)‏ (15 يونيو 1922 في المملكة المتحدة - 1 يوليو 1996) هو لاعب كرة قدم بريطاني (وحمل سابقاً جنسية المملكة المتحدة لبريطانيا العظمى وأيرلندا) في مركز الهجوم. لعب مع هدرسفيلد تاون.

## وصلات خارجية
- آرثر تومسون على موقع قاعدة بيانات كرة القدم.إي يو (الإنجليزية)